# Еттеступа

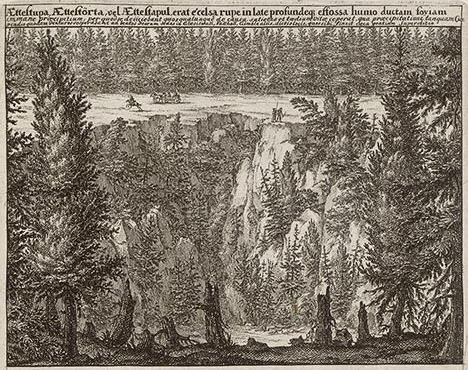
Еттеступа у Вестерйотланді намальована Willem Swidde у 1705 р.

Еттеступа (швед. Ättestupa) — обряд убивання старих членів племені серед вікінгів.